# Kopsia dasyrachis
Kopsia dasyrachis är en oleanderväxtart som beskrevs av Henry Nicholas Ridley. Kopsia dasyrachis ingår i släktet Kopsia och familjen oleanderväxter. Inga underarter finns listade i Catalogue of Life.